# Rhynchocypris czekanowskii
A Rhynchocypris czekanowskii a sugarasúszójú halak (Actinopterygii) osztályának a pontyalakúak (Cypriniformes) rendjébe, ezen belül a pontyfélék (Cyprinidae) családjába tartozó faj.

## Rendszertani eltérés
Ezt a halfajt, korábban a Phoxinus nembe soroltak, Phoxinus czekanowskii név alatt.

## Előfordulása
A Rhynchocypris czekanowskii Oroszországban, a Jeges-tengerbe ömlő folyók vízgyűjtőjében (a Karától a Kolimáig), valamint a Csendes-óceánba torkolló Amur Kínába, Mongóliába és Észak-Koreába is átnyúló vízgyűjtőjében él.

## Alfajai
- Számos alfaja van, köztük az egyetlen európai alfaj, a Rhynchocypris czekanowskii posnaniensis, amely Poznań környékén, a Warta folyó vízrendszerében él.

## Megjelenése
A hal testhossza 7 centiméter, a nőstény elérheti a 9 centiméteres hosszúságot is. 90-94 igen apró pikkelye van egy hosszanti sorban. Oldalvonala csak a test elülső felén van meg.

## Életmódja
Apró rajhal, amely a tiszta, oxigéndús folyóvizet kedveli. Tápláléka apró gerinctelenek, főként rovarlárvák és rákok.

## Szaporodása
Június-júliusban ívik. Ikráit a parti növényzetben rakja le.